# Blues Rock Band Live
Blues Rock Band Live – pełny zapis koncertu w warszawskim klubie Riviera Remont z 1979 r, który złożył się na debiutancki Longplay zespołu Krzak. Album wydano w roku 2000, nakładem firmy Pomaton EMI. Płyta została wypuszczona na rynek w oryginalnej formie, bez jakichkolwiek dogrywek w studio.
W 2005 roku wytwórnia Metal Mind Productions, wydała reedycję tego albumu, zmieniając kolejność utworów.

## Lista utworów
1. "Kansas / Down by the Road" – 3:28
2. "Blues E-dur" – 6:21
3. "Iluzyt" – 3:28
4. "Ontario" – 2:57
5. "Przewrotna samba" – 4:53
6. "Blues h-moll – Smuteczek" – 6:56
7. "Łatka" – 1:39
8. "Czakuś" – 3:55
9. "Chwile z B." – 2:06
10. "Dla Fredka" – 6:02
11. "Skałki" – 2:36
12. "Lidek" – 2:34
13. "Dżemowa maszynka" – 4:16
14. "Chwile z B." – 2:08
15. "Winter Rock" – 5:19

## Skład
- Jan Błędowski – skrzypce
- Leszek Winder – gitara
- Jerzy Kawalec – gitara basowa
- Andrzej Ryszka – perkusja